# George Goodwin
George Goodwin (1996) es un deportista británico que compite en triatlón. Ganó una medalla de oro en el Campeonato Europeo de Ironman 70.3 de 2021.

## Palmarés internacional
| Campeonato Europeo | Campeonato Europeo  | Campeonato Europeo | Campeonato Europeo |
| Año                | Lugar               | Medalla            | Prueba             |
| ------------------ | ------------------- | ------------------ | ------------------ |
| 2021               | Elsinor (Dinamarca) | Medalla de oro     | Individual         |